# Microregione di Montes Claros
Montes Claros è una microregione del Minas Gerais in Brasile, appartenente alla mesoregione di Norte de Minas.

## Comuni
È suddivisa in 22 comuni:
- Brasília de Minas
- Campo Azul
- Capitão Enéas
- Claro dos Poções
- Coração de Jesus
- Francisco Sá
- Glaucilândia
- Ibiracatu
- Japonvar
- Juramento
- Lontra
- Luislândia
- Mirabela
- Montes Claros
- Patis
- Ponto Chique
- São João da Lagoa
- São João da Ponte
- São João do Pacuí
- Ubaí
- Varzelândia
- Verdelândia